# Pamlsková vyhláška
Pamlsková vyhláška je „Vyhláška o požadavcích na potraviny, pro které je přípustná reklama a které lze nabízet k prodeji a prodávat ve školách a školských zařízeních“. Vyhláška byla zařazena do Sbírky zákonů č. 282/2016 Sb. a byla podepsána 5.9.2016. Vyhlášku tvořilo Ministerstvo školství, mládeže a tělovýchovy společně s Ministerstvem zdravotnictví. Samotnou vyhlášku podepsala ministryně za MŠMT Kateřina Valachová a tehdejší ministr zdravotnictví Svatopluk Němeček.

## Vznik vyhlášky
Opatření bylo zavedeno kvůli trendu narůstající obezity mezi mládeží, právě proto se vyhláška týká žáků prvního a druhého stupně základních škol (povinná školní docházka).
Na tvorbě „Pamlskové“ vyhlášky se podílelo především Ministerstvo školství, mládeže a tělovýchovy a Ministerstvo zdravotnictví. Tyto státní instituce vymezily působení vyhlášky vztahující se ke školám a školním zařízením, tedy ke stravovacím zařízením fungujících ve školních prostorách, a ke zdravotní dimenzi, kde se jedná o snížení dětské obezity a zaměření se na zlepšení návyků zdravého stravování žáků základních škol. O nařízeních diskutovaných ve vyhlášce probíhala výměna názorů v rámci Poslanecké sněmovny Parlamentu České republiky, kde zaznívaly hlasy podpory i nesouhlasu směrem k opatřením. Aktéři v podobě státních institucí Ministerstva školství, mládeže a tělovýchovy a Ministerstva zdravotnictví podporovali „Pamlskovou“ vyhlášku v jejím původním znění.
Na tvorbě Pamlskové vyhlášky se podílelo kromě Ministerstva zdravotnictví a Ministerstva školství, mládeže a tělovýchovy i mnoho ostatních aktérů. Konkrétně je to například Státní zdravotní ústav (Ministerstvo zdravotnictví), Ministerstvo zemědělství, které v návaznosti na pamlskovou vyhlášku muselo upravit program „Mléko do škol“, ač původně požadovali z této vyhlášky výjimku. Svůj postoj k vyhlášce vyjádřila i Potravinářská komora České republiky, která nesouhlasí se zněním vyhlášky, uvedenými limity pro potraviny a kritizuje metodické pokyny, které vyhláška obsahuje.

### Úřady zodpovědné za tvorbu vyhlášky
Za místa, kde se Pamlsková vyhláška tvořila, lze tedy označit Ministerstvo školství, mládeže a tělovýchovy v čele s ministryní Valachovou a Ministerstvo zdravotnictví v čele s ministrem Němečkem. Tato ministerstva spolupracují na vyhlášce vždy podle své odbornosti. Návrh projednávala také vláda v čele s předsedou vlády Bohuslavem Sobotkou a následně po předložení i Poslanecká sněmovna a Senát Parlamentu České republiky. Důležité je zmínit i Prezidenta republiky, Miloše Zemana, který se procesu schvalování také účastnil. Pro tvorbu veřejné politiky jsou potřeba také úředníci ministerstev, kteří často mají více zkušeností s implementací politiky než šéf exekutivy, pro kterého pracují. Tito úředníci se nachází na spodu vertikální perspektivy, ale bezprostředně ji ovlivňují. Místa, kde se politika tvoří tak musí pojímat jak šéfy ministerstev, tak funkcionáře, kteří pro ně pracují, a efektivně se na veřejné politice podílejí.
Státní zdravotní ústav, který spadá pod Ministerstvo zdravotnictví, se na tvorbě této vyhlášky také podílel a přispíval odbornými názory svých zaměstnanců. Můžeme tedy mezi říct, že i tato instituce je místem, kde se tato vyhláška formovala.

### Novelizace 2018
Vyhláška byla v roce 2018 novelizována a aktérů, kteří se na ní podíleli přibylo. Ve vertikálním rozměru to jsou ministr zdravotnictví Adam Vojtěch a ministr školství, mládeže a tělovýchovy Robert Plaga. Za zmínku stojí také pozměňovací návrh k vládnímu návrhu zákona, kterým se mění zákon č. 561/2004 Sb. (tzv. školský zákon), poslankyně Jitky Chalánkové, který navrhuje zrušení pamlskové vyhlášky, přenesení rozhodnutí o potravinách, které se smí prodávat ve škole na školskou radu a tím má efektivně zabránit zavírání školních bufetů.

## Pamlsková vyhláška v zahraničí

### Slovensko
29. října 2014 byl na Slovensku schválen návrh zákona, kterým se měnil a doplňoval zákon č. 254/2008 Z.z. o výchově a vzdělávání. Zákon však vetoval tehdejší prezident Andrej Kiska, tudíž nevzešel v platnost. Zákon by býval byl doplněn o zákaz prodeje konkrétních potravin, jednalo se například o zmrzliny, cukrovinky a jim podobné pokrmy. V tomto návrhu zákona se ale na rozdíl od české verze tzv. pamlskové vyhlášky zmiňují i tabákové výrobky či alkohol. Odůvodnění samotného znění návrhu zákona je uvedeno jako reakce na stravovací návyky skupin obyvatelstva, konkrétně o děti s povinnou školní docházkou. Údaje byly zpracovány díky regionálním úřadům veřejného zdravotnictví Slovenské republiky. Za cíl si kladli poslanci při prosazování tohoto návrhu zákona primárně zlepšit zdravotní stav obyvatel a zároveň se alespoň částečně podílet touto cestou na prevenci onemocnění souvisejících s výživou, konkrétně se jedná například o kardiovaskulární onemocnění či diabetes. V odůvodnění se uvádí i fakt, že je potřebné celkové pochopení a uvědomění vlivu výživy na zdraví samotného jedince.
Rozdíl mezi Slovenskou a Českou republikou je tedy dost zřetelný. Na Slovensku zákon platit nezačal, zatímco v České republice již platící vyhláška prošla několika úpravami a ve školách je v důsledku tohoto omezen prodej potravin. Prezident Kiska zákon vetoval s připomínkami týkajícími se prvního bodu paragrafu, kdy měl být zakázán prodej „a) „doplnkových jedál typu rýchleho občerstvenia,“ kdy nebylo dostatečně specifikováno, co se myslí pod pojmem „rychlé občerstvení“. Slovenská potravinářská komora potvrzuje však, že tou dobou platící restrikce v sousedním Maďarsku či například v Rumunsku zvyšovaly prodej právě těchto zakázaných potravin v okolí škol. A přesně tímto směrem mířila naše kritika k současně platící pamlskové vyhlášce v České republice.

### Kalifornie
Kalifornie, jako jeden ze států USA, v roce 2017 zavedl úpravu vzdělávacího zákona, který zakazuje reklamu na nezdravé produkty ve školách a zároveň zakazuje školám uzavírat partnerství se společnostmi které propagují programy odměňující studenty jídly nebo nápoji, které těmto novým pravidlům nevyhovují. Cílem je, stejně jako u české varianty, pomoci žákům se stravovat zdravěji. Toto opatření ale není zavedeno federálně, takže reklama na nezdravé produkty ve školách mimo Kalifornii je pořád k vidění. Spojené státy mají dlouhodobě problém s obezitou, výzkumy posledních let ukazují, že 39,6 % dospělých a 18,5 % dětí je v USA obézních. To může být jeden z důvodů proč se vedení Kalifornie k tomuto kroku rozhodlo. Největší nárůst obezity v Kalifornii je demograficky mezi lidmi s latinskoamerickými kořeny, a to nejen mezi dospělými ale hlavně mezi dětmi.
Hlavní myšlenkou tohoto zákona je tedy odstranění reklam ve školách, kde děti tráví podstatnou část dne. Děti mohou tyto reklamy v amerických školách vidět na nástěnkách, školních autobusech, přebalech knih nebo dokonce i v tělocvičnách, na které, podle Federal Trade Comission, dávají společnosti až 3,18 miliardy korun ročně. Kalifornie se ale nezastavila jen u reklam. Některá města, jako Los Angeles, nepodporují a akce jako například „McTeacher Nights“ a sponzorují jiné programy, které spolupracují se školami, jak v Kalifornii, tak po celé zemi, s cílem čelit reklamám na nezdravé produkty.

### Francie
Francie má jeden z nejpřísnějších zákonů týkající se prodejních automatů ve školních zařízeních. Jelikož právě v těchto automatech jsou prodávány nezdravé potraviny s vysokým obsahem cukru, jsou napříč Francií na základních a na středních školách úplně zakázány. Zákon, který popisuje toto opatření, byl přijat v roce 2004 a vešel platnost o rok později. Takovéto nařízení bylo ustaveno kvůli boji s dětskou obezitou a celkově kvůli lepšímu životnímu stylu dětí (byl doprovázen zákonem, který upravoval počet hodin tělovýchovy na základních a středních školách) i přesto, že Francie patří k zemím s nejnižším procentem výskytu obezity.
Po půl roce, co zákon vešel v platnost, tedy v červnu roku 2005, se někteří členové vlády snažili zákon zmírnit, jelikož někteří lidé byli se zákonem nespokojení, nicméně tito politikové neuspěli a zákon je v současné době stále v platnosti, avšak ani tak se nepodařilo zamezit přístup dětem k nezdravé stravě. Problém opatření je, že děti si nezdravé potraviny kupují jinde, konkrétně v obchodech poblíž škol, což je stejné úskalí, který řešila česká obdoba toho zákona.
Česká „Pamlsková“ vyhláška také řeší vystavení dětí ze základních škol nechtěné reklamě (na nezdravé produkty atd.). Francie naopak tuto otázku vůbec neřeší a nepovažuje dětskou reklamu a priori za škodlivou. Tamní převládající názor zní, že vystavení dětí pod 12 let reklamě je jistá příprava pro život v konzumní společnosti.